# Pinka

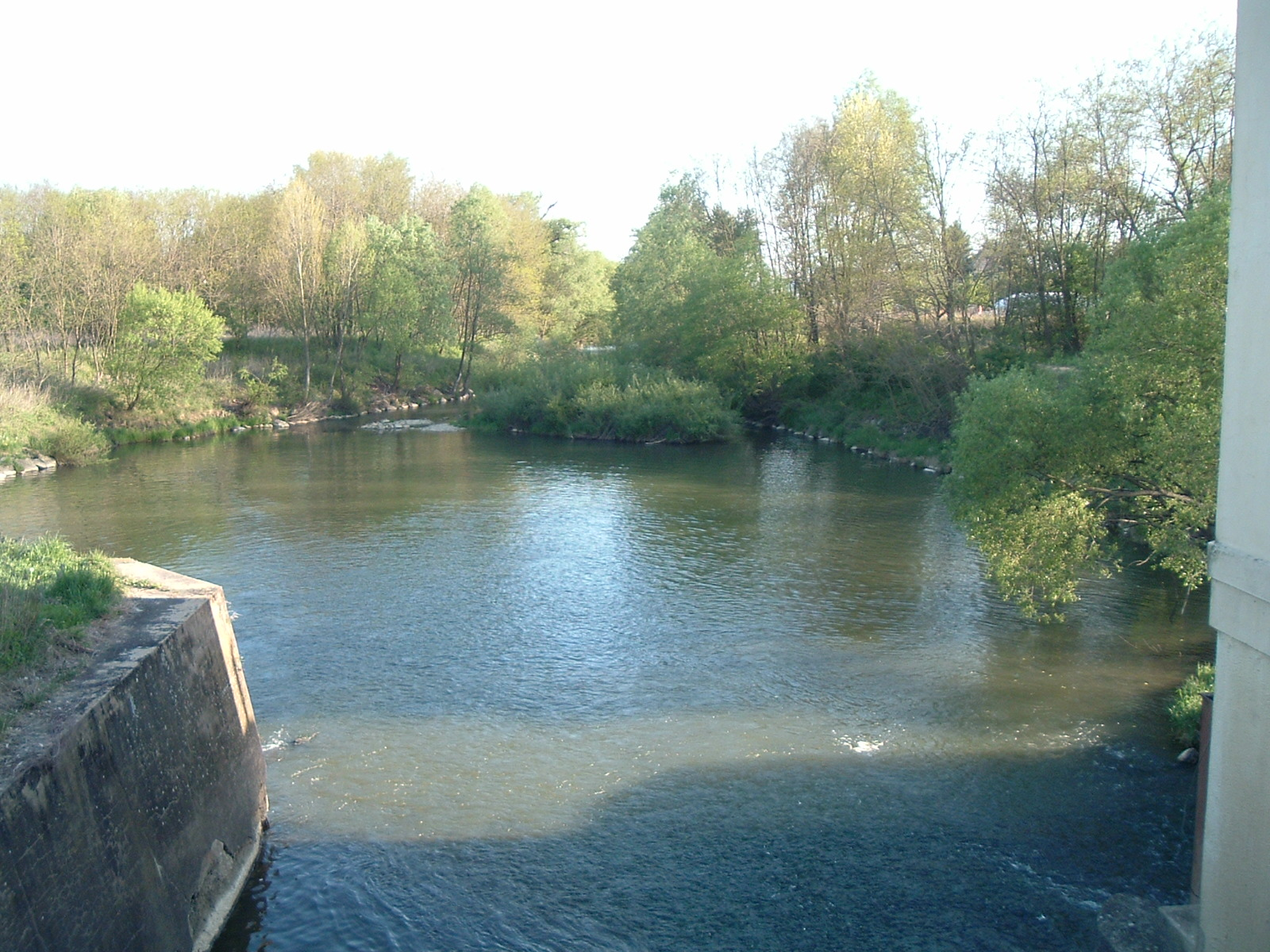
Pinka vid Pornóapáti.

Floden Pinka är en 94 km lång biflod till floden Raab i det österrikiska förbundslandet Burgenland och Ungern.
Den rinner upp i bergsområdet Wechsel i Steiermark. Floden rinner mot sydöst genom Burgenland. Efter att ha passerat berget Eisenberg flyter den nära den österrikisk-ungerska gränsen, delvis i Österrike, delvis i Ungern. Söder om Körmend (Ungern) mynnar floden Pinka i floden Raab.
Vid floden ligger städerna Pinkafeld och Oberwart.